# Ammerån
Ammerån er en flod i Strömsund og Ragunda kommuner i det nordøstlige Jämtland i Sverige. Floden, som er en biflod til Indalsälven, er kendt for sit gode fiskeri. Den egentlige Ammerån er omkring 70 kilometer lang og løber fra Hammerdalssjön (302 moh.) til udmundingen i Indalsälven nær landsbyen Ammer, 10 km. nordøst for Hammarstrand. 
Ammeråns to vigtigste tilløb er Storån og Öjån, hvoraf Storån regnes som hovedtilløb. Begge floder munder ud i Hammerdalssjön. Regnet fra Storåns kilde er Ammerån totalt 199 kilometer lang. Af andre bifloder kan nævnes Halån, Borgan, Målån og Färsån. Ammeråns totale afvandingsområde er 3.098 km².
Der har været planlagt vandkraftanlæg ved Ammerån , men protesterne blev store, og Ammerån er nu i stedet beskyttet mod vannkraftudbygning. Den del af floden som begynder ved Solbergsvattnet neden for Edeforsen og fortsætter 60 km nedstrøms er siden 2003 beskyttet som naturreservat.
Den største by i Ammeråns afvandingsområde er Hammerdal.